# Prapretno pri Hrastniku (Trbovlje)
Prapretno pri Hrastniku is een plaats in Slovenië en maakt deel uit van de gemeente Trbovlje in de NUTS-3-regio Zasavska. 